# FC Viljandi
Der FC Viljandi war ein estnischer Fußballverein aus Viljandi. Der Verein wurde 2011 gegründet und nahm von Beginn an an der höchsten estnischen Fußballliga, der Meistriliiga teil. Dies geschah, indem man dort den Platz des in die dritte Liga versetzten JK Tulevik Viljandi einnahm.
In der Premierensaison 2011 schaffte man als Achter knapp den Klassenerhalt. Ein Jahr später wurde man Siebter. 2012 wurde der Verein aufgelöst.